# Torelló
Torelló es un municipio y ciudad española perteneciente a la provincia de Barcelona con cerca de 15 000 habitantes situado en la comarca de Osona, en Cataluña, al norte de la subcomarca de la plana de Vich, en la confluencia de los ríos Ges y Ter, a la izquierda de este último y a orillas del Ges. Da nombre al valle de Torelló, también conocido como Vall del Ges, que sigue el curso de este río hasta que se adentra aguas arriba en la comarca del Ripollés, entre las sierras de Bellmunt y Curull por el Forat Micó. Forman parte asimismo del valle de Torelló los municipios de San Vicente de Torelló y San Pedro de Torelló.
La población de Torelló creció alrededor del pequeño núcleo de población de Sant Feliu de Torelló, antes denominado Sant Feliu de Cervià (siglos XI y XII) y recalificado como de Torelló (siglo XIII) por hallarse en el término del castillo de Torelló.  En el núcleo urbano también se encuentra la iglesia de Montserrat y el santuario de Rocaprevera. Los torellonenses también son conocidos con el sobrenombre de "pescallunes".
La vida comercial de Torelló gira en torno al mercado semanal, que se celebra los miércoles junto al mercado municipal, a orillas del río Ges, y el Mercat del Trasto, que se celebra el segundo domingo de mayo.

## Historia
La villa de Torelló aparece mencionada por primera vez en un documento sobre la venta de unos terrenos en la demarcación del castillo de Torelló, en un lugar llamado la Casa de Sant Feliu, fechado el día 30 de enero del segundo año del reinado de Carlomán II, rey de Francia y Aquitania (879-884), que corresponde al año 881 de la era cristiana. El documento se encuentra en el Archivo Capitular de Vich y está escrito en latín medieval. En su contenido se hace constar que el arcipreste Gotmar, nombrado por el arzobispo de Narbona y, más tarde, preconizado obispo de la catedral de San Pedro de Vich (en 885 u 886) compra unas casas para alojar al nuevo rector Atila y al diácono Flaminus, mostrando la existencia en este lugar de un núcleo de población y una parroquia.
Las incursiones sarracenas, iniciadas el año 716, habían dejado casi despobladas estas tierras. El conde Wifredo el Velloso (840-897), tributario del rey franco Carlomán II, había iniciado la repoblación de este territorio con gentes del lado norte de los Pirineos, que se amparaban en la protección de los condes catalanes y sacaban provecho de las franquicias y prerrogativas concedidas a quienes aquí se establecían.
De épocas anteriores se conservan pocos restos en esta zona, salvo algunas piedras neolíticas y un amuleto en bronce con forma de cabeza de ciervo de la época de los íberos, de los siglos I o II. Pero ni íberos ni romanos dejaron una huella significativa, y lo poco que hay está asociado a la comarca y a su capital Vich.

### Edad Media
El nombre de Torelló aparece relacionado con el castillo de este nombre, situado sobre un altozano desde el que se domina la plana de Vich y la unión de los ríos Ges y Ter, en cuya unión se ubica la población. El castillo aparece mencionado por primera vez en el documento antes mencionado del año 881 y más tarde en el año 937. Luego aparecerá mencionado a veces con el nombre de castillo de Cerviá en una época (siglos XI y XII) en que Torelló se llamaba Sant Feliu de Cervià, debido a la casa rural de este nombre que se encuentra en la demarcación, cerca de Rocaprevera. En el siglo XI, el término del castillo, que abarcaba los municipios de Sant Feliu de Torelló (actual Torelló), San Vicente de Torelló, parte de San Pedro de Torelló y el sector de Saderra, hoy en el municipio de Orís, que pertenecía a la casa condal y real, pasa a depender de los condes de Besalú, aunque su dominio fue cedido a los condes de Montcada (1086-1309), de los cuales pasó a los Vilademany (1324) y a los Milany (1347) y de éstos a los Cabrera en 1351, condes de Osona desde 1356, de quienes pasa a sus sucesores, los marqueses de Aitona en 1577 y los de Medinaceli hasta principios del siglo XIX. La torre que permanece es del siglo XII. Las murallas fueron derribadas en 1554 para evitar que los bandidos se valieran de ellas.
Durante los siglos XI, XII y XIII la población aumenta considerablemente, pero a partir del siglo XIV se produce un rápido despoblamiento a causa de la peste negra que azota estas tierras en torno a 1348. Anteriormente se habían producido episodios menores, aunque no por ello menos dramáticos, como la peste que sacudió el país después de las inundaciones de 1193, que arrasaron las cosechas y que llevaron a que en 1196 la gente se comiera sus propios caballos. Hubo sequías memorables en 1218, 1333 y 1337, cuando se dice que estuvo un año y medio entero sin llover y la gente empezó a emigrar a otras comarcas. En 1341, el nombre Torelló aparece asociado por primera vez al de villa, en el documento de la fundación de la panadería, privilegio que otorga la Corona a través del alcalde general de Cataluña. La peste ataca en los años 1348, 1381 y, la peor, en 1397. En esos años, muchas casas y masías quedan deshabitadas.

### ElsigloXVII
Por fin, en el siglo XVI desaparece el feudalismo. En el siglo XVII, el Consejo municipal de Torelló está formado por 24 prohombres escogidos entre las tres parroquias mencionadas más Sant Andreu de la Vola y Sant Martí Sescorts que pasan a formar parte del término del castillo de Torelló. Sin embargo, en esa misma época se produce la separación de Sant Vicens y Sant Pere de Torelló, que desde 1629 ya no forman parte del municipio de Torelló. En aquella época, Torelló era un conjunto de casas arracimadas que, adheridas unas a otras ejercían de murallas con cuatro oberturas, cada una de ellas orientada a un punto cardinal. En las afueras, están las masías, distribuidas regularmente por las cercanías y más esporádicamente cuanto más alejadas. En cuanto a economía, la vida es rural, y la industria se centra en la pelairía, todo lo relacionado con la lana, desde la oveja hasta los tejidos. También hay un horno de vidrio, una jabonería, una cerrajería, una herrería, una albardería, una zapatería y una tienda. Un inventario de 1768 muestra 48 masías o casas rurales y al menos cinco molinos. En el campo se cultivan cereales y viñas, y en pequeñas cantidades judías, habas, garbanzos y guisantes. También hay pastos y bosques de los que se extrae leña. En cuanto a animales, hay vacas, ovejas, cerdos y gallinas.

### La Guerra de los Segadores
En 1530 y 1561 la peste vuelve a azotar Cataluña; en 1684, una plaga afecta al ganado; en 1687, hay una plaga de langosta, aunque ninguna afecta en demasía a Torelló. Entre 1640 y 1658 se desarrolla una primera guerra contra los franceses que acaba sin afectar al municipio, más que por el reclutamiento de algunos hombres. Es la llamada Guerra dels segadors o Sublevación de Cataluña, que tuvo lugar entre 1640 y 1652 en el marco de la guerra de los Treinta Años entre España y Francia y que acabó con la pérdida del Rosellón y la Alta Cerdaña a manos de los franceses.

### Las invasiones francesas
Entre 1673 y 1715 se viven de nuevo tiempos de guerra motivados, en primer lugar, por los franceses, ya que Luis XIV estaba intentando ampliar su imperio en Europa y ataca las posesiones españolas en los Países Bajos, provocando la guerra con España. Torelló, al estar cerca de la frontera francesa y en un paso importante hacia los Pirineos, se convierte en un centro de alojamiento para tropas de ambos bandos. En 1673, ante un primer ataque francés, los tercios españoles se instalan con sus familias en la villa; en 1684, ante un nuevo ataque, los migueletes de la comarca se marchan a la guerra para expulsar a los franceses del Ripollés; en 1689, el francés llega hasta Vich. En este contexto, en 1690 pasa por Torelló una división francesa con 2000 soldados y 300 caballos y la villa, que había sido abandonada, es saqueada. Los franceses llegan a sitiar la ciudad de Barcelona en 1697 y, mientras tanto, los somatenes de todas las comarcas se enfrentan a ellos. Ese año, los franceses se retiran y a su paso por Torelló de nuevo, el duque de Noalles exige una fuerte contribución y ordena derriba los portales de defensa de la ciudad.

### La Guerra de Sucesión
En 1700 muere el rey de España, Carlos II, sin sucesión directa, y con la disputa de dos pretendientes, el borbón Felipe de Anjou, que se presenta en 1701 en Barcelona como el nuevo rey Felipe V, elegido por los franceses, y el habsburgo Carlos III, que, en 1703, se proclama rey en Viena. Los catalanes simpatizan más con este último y los castellanos en cambio apoyan al francés. Estalla entonces la guerra de Sucesión Española, que acaba con la rendición de Barcelona ante Felipe V el 11 de septiembre de 1714. En cuanto a las tropas torellonencas, habían rechazado a las francesas que venían desde Olot a apoyar a Felipe y sitiado la división de Feliciano de Bracamonte en Vich, pero fueron derrotadas por el conde Montemar, que vino desde La Garriga en apoyo de Bracamonte y se asentó en La Gleva, cerca de Vich. Montemar fue atacado a su vez por el marqués de Poal y, en su huida, pasó por Manlleu e incendió las villas de San Hipólito de Voltregá y de Torelló.

### La Guerra de Independencia
Durante varios años no hubo incidentes, salvo los relacionados con el bandolerismo que se hizo frecuente en estas boscosas comarcas. El 7 de marzo de 1793, Francia (la Convención Nacional) declara la guerra a España de nuevo y los somatenes de Torelló deben subir otra vez a las montañas para contener la invasión. En Francia, la Convención es sustituida por el Directorio en 1795 y por Napoleón Bonaparte en 1799, quien le declara la guerra a Inglaterra y consigue que el rey de España Carlos IV deje entrar a las tropas de Napoleón en el país con la excusa de atacar Portugal, aliado de los ingleses. Francia ocupa pues España, pero los efectos de esta ocupación no llegan a Torelló hasta 1809, cuando ya se había producido el levantamiento del 2 de mayo y los franceses volvían a Francia. A su paso, ciudades y pueblos son abandonados. A finales de mayo entran en Torelló las tropas de Saint Cir. Al ver la ciudad desierta, ordena saquearla y prenderle fuego. Hasta 1813, las tropas francesas se mueven por la región, hostigadas por los somatenes. En 1814, se acaba la guerra y Fernando VII, sucesor de Carlos IV, vuelve del exilio francés.

### La Década Ominosa
A su regreso, Fernando VII anula la Constitución de 1812, promulgada por las Cortes de Cádiz. Sin embargo, en 1820, Rafael del Riego se alza en Andalucía y proclama de nuevo la Constitución. Tiene lugar entonces la llamada Revolución de 1820. Los alzamientos se extienden por España, dividida en absolutistas y liberales, hasta que, bajo demanda del rey, un ejército conocido como los Cien Mil Hijos de San Luis cruza la frontera por el Bidasoa para defender la monarquía. Riego es ajusticiado en 1823. En Cataluña, se obliga a numerosos pueblos a jurar la Constitución e, inmediatamente, se alzan grupos de disidentes armados en defensa del rey que recorren las comarcas quemando los cultivos y cortando los bosques de los constitucionalistas. Por su parte, los liberales atentan contra la iglesia y, entre otras cosas, detienen al obispo de Vich, lo llevan a Barcelona y lo asesinan. En 1823, se acaba la guerra y empieza la llamada Década Ominosa, en la que se establece una estricta censura y los pueblos deben pagar tributo para mantener al ejército francés y para ayudar a la iglesia para restablecer su estatus anterior. En la Plana de Vich, surgen en 1827 grupos de exaltados ultra realistas que consideran al rey un juguete en manos de los liberales y que provocan nuevos disturbios militares en la comarca.

### Las guerras carlistas
Los problemas empeoran cuando se proclama la Pragmática Sanción, que permite la sucesión femenina al trono con el nacimiento de Isabel II de España (1830-1904), cortando las alas a las pretensiones de heredar el trono por parte del hermano de Fernando VII, el infante Carlos María Isidro de Borbón. Con la muerte del rey, Isabel II asume la regencia, a pesar de tener sólo tres años y se inicia la primera guerra carlista, declarada por Carlos María Isidro, que se proclama rey con el nombre de Carlos V. esta guerra provocó no pocos males en Torelló, donde se quemaron viviendas y los tributos y el abandono de la industria y la agricultura empobrecieron a la población. En 1835, el gobernador de Vich ordena la fortificación de la villa y se envía una fuerza de 300 hombres para protegerla. El 28 de julio de 1836, las fuerzas carlistas atacan Torelló y se instalan en los alrededores, que no abandonarán hasta no cobrar una fuerte contribución. Durante siete años, los carlistas dominan el Cabrerés y parte del Llusanés y no dejan de hostigar los pueblos de la comarca. Por fin, la guerra se acaba con la promesa de casar a Isabel II con Carlos Luis de Borbón, pero en 1846 la reina se casa con su primo Francisco de Asís de Borbón y se inicia la segunda guerra carlista, que consiste en alzamientos sobre todo en Cataluña, donde se denominó Guerra dels Matiners. Dura tres años, pero en la comarca únicamente se vive como la visita a masías y pueblos pequeños de los somatenes para retirar todas las armas y evitar cualquier alzamiento contra la reina Isabel. Por fin, la Revolución de 1868 expulsa a la reina del trono y en 1872 empieza la tercera guerra carlista, entre los partidarios de Carlos VII y los gobiernos de Amadeo I, que había heredado el trono de Isabel II y renunció al año siguiente; la Primera República Española, que duró otro año, y el rey Alfonso XII, nombrado en 1874. La guerra duró hasta 1876. El levantamiento carlista llega por el norte a Torelló. En 1872, las tropas se enfrentan en San Quirico de Besora, en 1873, Torelló está lleno de soldados y las escaramuzas se suceden en toda la comarca. En 1874, los carlistas ocupan toda la comarca. Su paso es incesante por Torelló, ya que es vía de paso hacia Vich. Hasta que en 1874 la proclamación de Alfonso XII como rey los pone en retirada.
Otras guerras en las que participarán torellonenses serán las de Marruecos de 1893 (guerra de Margallo), las de Cuba y Filipinas de 1898 (guerra hispano-estadounidense) y nuevamente Marruecos en 1911 (guerra del Rif).

### La guerra civil española
La localidad se vio afectada por el golpe de 1934. El viernes día 5 de octubre, el comité revolucionario obliga a hacer una huelga general. El sábado 6 se proclama el Estat Català dentro de la República Federal Española y los revolucionarios toman el ayuntamiento. El domingo 7 de octubre capitula el gobierno catalán. El lunes se cortan árboles y se colocan en la carretera para impedir la circulación; corre el rumor de que un tren con tropas baja desde Puigcerdá para ayudar a tomar Barcelona y los revolucionarios intentan destruir el puente del tren sobre el río Ges, pero solo consiguen arrancar las vías. El martes aparecen un tercio de la Legión y la Guardia Civil. Los legionarios disparan sobre los curiosos y matan a una persona. Luego reúnen a todos los hombres que encuentran y se dirigen al puente para reparar las vías. Detienen a los miembros del comité revolucionario, exigen la entrega de todas las armas y ordenan que al día siguiente todo el mundo vuelva al trabajo.
La guerra civil española empieza el 18 de julio de 1936. En los días siguientes, se organiza un comité revolucionario como reacción al golpe de Estado del 17 y 18 de julio de 1936. Enseguida se produce el asalto al templo parroquial de la Coromina, que es desvalijado y convertido en mercado. El 22 de agosto, se produce el asalto al santuario de Rocaprevera y poco después todas las iglesias de los alrededores son asaltadas y desvalijadas. Luego empieza la persecución de las personas consideradas fascistas y el 29 de agosto empiezan los fusilamientos hasta un total de 43 personas, entre ellos el párroco y el vicario de Torelló y cuatro sacerdotes de Sant Pere.

### La inundación de 1940
El 4 de febrero de 1939 acaba la guerra, se restauran las iglesias, se homenajea a las víctimas y se cambia el nombre a numerosas plazas y calles. Pero Torelló todavía tendría que sufrir una nueva desgracia antes de entrar en la era moderna. La noche entre los días 17 y 18 de octubre de 1940 unas lluvias excepcionales azotan el nordeste de Cataluña, provocando numerosas inundaciones. En la cercana cuenca del río Ges, las precipitaciones superan los 200 litros por metro cuadrado, aunque la falta de pluviómetros hace que las cantidades exactas sean desconocidas, y podrían ser muy superiores. En la montaña de Bellmunt se producen desprendimientos, el río arrastra árboles que se embotan en el puente del ferrocarril y lo obstruyen, de manera que el agua se abre camino por los lados, a una altura de más de cinco metros e invade las calles de la ciudad. Al ser las casas de adobe, muchas se derrumban, atrapando a sus habitantes en el interior. El resultado es de 46 muertos, 15 desaparecidos y 52 heridos. En 1941 se construyen las primeras casas protegidas para los afectados y en 1943 se aprueba la reconstrucción del pueblo. En esa época, el pueblo tenía alrededor de 5000 habitantes, contra los 15 000 de la actualidad.

## Geografía
El municipio de Torelló se encuentra en la desembocadura del río Ges, que nace en los contrafuertes septentrionales del Puigsacalm y recorre una treintena de kilómetros antes de unirse al Ter. Torelló pertenece, por lo tanto, al valle del Ges, que comparte aguas arriba con los municipios de San Vicente de Torelló y San Pedro de Torelló, con los que limita al norte. Por el este, Torelló limita con Santa María de Corcó, al sur con Manlleu y al oeste con Las Masías de Voltregá y Orís.
Torelló se encuentra en el límite norte de la plana de Vich, donde se inician los primeros relieves del prepirineo. El río Ter sale de las montañas en este lugar, marca el límite occidental de la ciudad y recibe por el este (ribera izquierda) al Ges. No hace muchos años, el núcleo de Torelló se asentaba en las orillas del Ges, pero el crecimiento de la villa ha ocupado las elevaciones cercanas a ambos lados del río y se ha extendido hacia el norte incluso junto al Ter, mediante la construcción de un polígono industrial. La ciudad se encuentra a una altitud que oscila entre los 500 y los 600 metros, destacando en el término las elevaciones del pico de la Guardia o de las Tres Cruces, junto a Rocaprevera.

### Comunicaciones

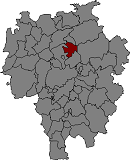
Situación de Torelló dentro de Osona

Las comunicaciones han sido recientemente mejoradas, mediante la realización de la autovía C-17, que une Barcelona y Ripoll y la C-37, que une Vich con Olot. También hay una estación de tren de la línea Barcelona-Puigcerdà, de vía única.
El lugar estaba poblado en el Neolítico, como prueban las tumbas encontradas en las Serrasses. Hay documentación sobre la población desde 1626, cuando 127 familias vivían en la villa. En el siglo XIX, la industrialización debida al auge de la industria textil hizo que la población se multiplicara, alcanzando 5000 personas en 1950.

### Clima
El clima es continental con influencia mediterránea. Las precipitaciones oscilan entre los 600 y los 800 litros por metro cuadrado anuales. Suelen darse en primavera y otoño, como sucede en los climas mediterráneos. Durante las primeras décadas del siglo XX fueron frecuentes las sequías; en aquella época se cultivaban viñas en los alrededores de Torelló, pero a partir de los años sesenta, el clima, que refrescó en toda Europa, se hizo más húmedo y las frecuentes tormentas veraniegas debidas a la convección de la brisa marina al alcanzar las montañas cercanas, propiciaron el cultivo del maíz.
El cambio climático, que se muestra más acusado desde 1990, ha devuelto las sequías veraniegas y la práctica desaparición de las tormentas de convección en el Prepirineo entre la Valle de Camprodón y el Vidranès, y que descendían hasta Manlleu pasando por Torelló. No obstante, los climatólogos, aparte de constatar este hecho, no se ponen de acuerdo sobre las consecuencias del calentamiento en esta región. Es imposible saber, a estas alturas, si el clima será cada vez más seco, como prevén los cálculos. En los lugares más afectados por la disminución de las tormentas veraniegas, como el Vidranès (el pluviómetro de Siuret daba medias anuales de 1600 mm), las precipitaciones han disminuido notablemente, pero en las zonas medias, como Torelló, no hay una tendencia clara, y se sigue cultivando maíz sin regadío, aunque con riego.
En cuanto a temperaturas, oscilan entre los 35 °C de máxima en verano y los -10 °C en invierno en situaciones extremas, con heladas entre noviembre y abril, y cada vez menos días, ya que, como en todas partes, se ha acortado el invierno. Los largos días invernales de nieblas que llegaban a durar hasta un mes entre diciembre y enero, con temperaturas cercanas a los cero grados, prácticamente han desaparecido; las nieblas siguen siendo abundantes pero desaparecen en las horas centrales del día. La situación continental del municipio permite que en verano las temperaturas desciendan de los 18 °C por las noches, aliviando el calor diurno.

### Vegetación
La vegetación es escasa en el municipio, debido al uso agrícola, urbano e industrial del terreno, pero en las riberas de los ríos crecen chopos Populus alba, álamos, alisos, sauces y acacias. Entre las especies invasoras destacan el ailanto (Ailanthus altissima) o falso zumaque, y las acacias, de la especie Robinia pseudoacacia que crecen en espacios no cultivados en los márgenes de caminos, carreteras y campos, junto a las vías del tren, etc.
En las montañas cercanas, sobre todo hacia el norte hay pinos (Pinus nigra y (Pinus sylvestris)), robles (Quercus humilis) y encinas (Quercus ilex). En las laderas orientadas al norte crecen las hayas (Fagus sylvatica), una reminiscencia de tiempos más húmedos.

## Demografía
Torelló cuenta con una población de 15 093 habitantes (INE 2024).
| Gráfica de evolución demográfica de Torelló entre 1842 y 2021 |
| |
| Población de derecho según los censos de población del INE. Población de hecho según los censos de población del INE.En este censo se denominaba Sant Feliú de Torelló: 1842 y 1857. |

| 3806              | 4547 | 6459 | 11 763 | 13 269 | 13 945 | 14 726 |
| (Fuente: Idescat) |      |      |        |        |        |        |

- Gráfico demográfico de Torelló 1717 y 2010

## Economía
La agricultura, de escasa importancia, produce trigo, cebada y alfalfa, y la ganadería se centra en la producción de ganado porcino y bovino. Sin embargo, aunque a ojos de muchos visitantes la comarca parezca una zona agrícola, por la intensa actividad realizada hasta las mismas puertas de la villa, ésta es eminentemente industrial. En 1511 ya existía el gremio de los tejedores y de los paraires, que eran quienes compraban y tejían la lana. La situación junto al río Ter en suave pendiente facilitó la industrialización, que en 1860 y 1862 empieza su modernización con la instalación de las industrias de hilados Basses y Salvans i Companyia. En 1862 se instala la primera máquina de vapor en la Fábrica de la Quadra; en 1866, la fábrica Espona; en 1878, la fábrica de hilados Casarramona, y en 1874, la fábrica Pericas o de la Coromina, que dio lugar a una colonia textil junto a un viejo molino. La mayoría de colonias y fábricas textiles están día sin actividad, como la Coromina, Cal Feiner, Can Tarrés, Can Blanc o Can Casarramona.
También hay que destacar la tornería de madera y cuerno, presente en la ciudad desde el siglo XIII. Esta industria se desarrolla notablemente a partir del siglo XIX con la creación de las grandes tornerías de Can Pujol (popularmente Can Torreta, 1853) y Can Vidal (1854). Este sector industrial tuvo un peso económico y social muy importante hasta la década de los años 60 del siglo XX, momento en que empieza su declive. Actualmente, en la antigua fábrica de Can Vidal se está construyendo el Museo de la Tornería.
El grupo metalúrgico Vitri, posteriormente Grupo Vemsa, fundado en el siglo XIX y que durante muchos años fue la empresa más importante del municipio, todavía está activo parcialmente. Después de la guerra civil destaca la creación de les empresas metalúrgicas Cata Electrodomésticos y Hispa-Català, esta última ya desaparecida, y más recientemente la también metalúrgica Tesem. En el sector de la elaboración de productos alimentarios derivados del cerdo destaca la empresa Comellas (1937).
La época de expansión económica vivida por España en torno al año 2000 ha permitido la ampliación de las zonas industriales con la creación en 1997 del polígono industrial Les Vinyes, al este, y del polígono del Mas la Campaneria, junto al Ter, al oeste.

## Administración
| Periodo   | Nombre                                                              | Partido |
| --------- | ------------------------------------------------------------------- | ------- |
| 1979-1983 | Vicenç Pujol i Creus                                                | CiU     |
| 1983-1987 | Josep Solà i Puig                                                   | CiU     |
| 1987-1991 | Andreu Rifà i Llimona                                               | CiU     |
| 1991-1995 | Andreu Rifà i Llimona (1991-1992) Lluís Bassas i Portús (1992-1995) | CiU     |
| 1995-1999 | Vicenç Pujol i Creus                                                | CiU     |
| 1999-2003 | Miquel Franch Ferrés                                                | PSC     |
| 2003-2007 | Miquel Franch Ferrés                                                | PSC     |
| 2007-2011 | Miquel Franch Ferrés                                                | PSC     |
| 2011-2015 | Santi Vivet Soler                                                   | CiU     |
| 2015-2019 | Santi Vivet Soler                                                   | CiU     |
| 2019-2023 | Marçal Ortuño                                                       |         |

## Fiestas
Los acontecimientos más destacados en la población son el Aplec de Rocaprevera, el Festus, el Festival de Cine de Montaña, la fiesta mayor y, especialmente, el Carnaval (Carnaval de tierra adentro). El festival U-zona reggae era una cita destacada a nivel europeo, hoy ya inactivo, que se hizo famoso entre los jóvenes.
Hay que remarcar que también es muy conocida por su famoso carnaval, que se suele celebrar a caballo de los meses de febrero y marzo. Las partes más importantes de la fiesta son: el "pullassu" (anteriormente conocida como una noche de brujas), las "senyoretes" y la cabalgata de carnaval. Gente de toda la comarca y de diversos lugares de Cataluña se desplazan a la localidad, para disfrutar de una noche loca y divertida con sus disfraces. En la noche de Carnaval llega en ocasiones a concentrar más de 80.000 personas.